# دجانگوآ
دجانگوآ (به لاتین: Djangoa) یک منطقهٔ مسکونی در ماداگاسکار است که در بخش امبانجا واقع شده‌است. دجانگوآ ۹٬۸۰۰ نفر جمعیت دارد و ۱۲ متر بالاتر از سطح دریا واقع شده‌است.